# Stomoxys
Stomoxys es un género de moscas de la familia Muscidae. El género tiene una característica desusada entre las muscidas en que los adultos son ectoparásitos chupadores de sangre de mamíferos. Las larvas se alimentan de materias fecales o materiales de desecho. La especie más conocida es la mosca de los establos Stomoxys calcitrans.
Este género contiene a lo sumo una o dos docenas de especies descritas y es posible que sea un género parafilético. Está distribuido mundialmente.

## Especies
- S. bengalensis Picard, 1908[4]
- S. bilineatus Grünberg, 1906[5]
- S. boueti Roubaud, 1911
- S. calcitrans (Linnaeus, 1758)
- S. indicus Picard, 1908
- S. inornatus Grünberg, 1906[5]
- S. luteolus Villeneuve, 1934
- S. niger Macquart, 1851[4]
- S. nigra Macquart, 1851[6]
- S. ochrosoma Speiser, 1910
- S. omega Newstead, Dutton & Todd, 1907[4]
- S. pallidus Roubaud, 1911[4]
- S. pullus Austen, 1909
- S. sitiens Róndani, 1873[4]
- S. stigma Emden, 1939
- S. taeniatus Bigot, 1888
- S. transvittatus Villeneuve, 1916[4]
- S. uruma Shinonaga & Kano, 1966
- S. varipes Bezzi, 1907[4]
- S. xanthomelas Roubaud, 1937